# تئودبرت یکم
تئودبرت یکم (زادهٔ پیرامون ۴۹۵ یا ۵۰۰ – درگذشتهٔ ۵۴۷ یا ۵۴۸) پادشاه رنس از دودمان مروونژی‌ها بود که پس از پدرش تئودریک یکم در اواخر ۵۳۳ به پادشاهی رسید و توانست قلمرو فرانک‌ها را تا حد بسیار زیادی گسترش دهد.

## زندگینامه
تئودبرت پسر تئودریک، پادشاه متز بود. او پیش از رسیدن به قدرت قابلیت‌های خود را به‌عنوان یک سرباز به نمایش گذاشت و توانست از جنگ بین امپراتوری بیزانس و اوستروگوت‌ها در ایتالیا به نفع خود بهره‌برداری کرده و قلمرو وسیعی را در مناطق کوهستانی و شمال شرقی این شبه‌جزیره به‌چنگ آورد (هرچند بیشتر این فتوحات پس از مرگ او از دست رفت). او در حدود سال ۵۱۶ میلادی کلوکیلاک، پادشاه اسکاندیناوی را که قلمرو او را مورد تاخت و تاز قرار داده بود شکست داد و در ۵۳۲ با کمک پسرعمویش گونتار، پسر کلوتار یکم، پادشاه سوآسون، موفق به بازپس‌گیری قلمروهای پدربزرگش کلوویس یکم شد که پس از مرگ او به تصرف گوت‌ها درآمده بود.
تئودبرت در سال ۵۳۳ با دئوتریا که تباری رومی-گلی داشت ازدواج کرد اما بعداً از او جداشده و با ویزیگاردا، دختر واخو، پادشاه لمباردی ازدواج نمود. با مرگ تئودریک یکم او به پادشاهی رسید و قلمرو پدرش را علی‌رغم آنکه عموهایش شیلدبرت یکم، پادشاه پاریس و کلوتار مدعیش شده‌بودند را به ارث برد. پس از آن شیلدبرت که خود فرزندی نداشت با برادرزاده‌اش متحد شد و سرزمین‌های بورگوندی که میراث کلودومر بودند را با او تقسیم کرد.
تئودبرت با گسترش قلمرو پادشاهیش به سمت شرق مدعی فرمانروایی بر مردمانی از بالتیک تا فراسوی دانوب شد. او سکه‌هایی طلا ضرب نمود که به‌جای امپراتور بیزانس منقش به نام و تصویر او بودند و استقلال خود از قسطنطنیه را اعلام نمود. تئودبرت در عین حال پادشاهی دادگر و سخاوتمند به‌ویژه در ارتباط با کلیسا بود و شاید بتوان او را پس از کلوویس، قابل توجه‌ترین شخصیت در میان پادشاهان دودمان مروونژی به‌حساب آورد.
تئودبرت در چهاردمین سال حکومتش در اواخر ۵۴۷ یا اوایل ۵۴۸ درگذشت و پس از او پسرش تئودبالد به جانشینیش رسید.